# 태백소방서
태백소방서(太白消防署, Taebaek Fire Station)는 강원특별자치도 태백시를 관할하는 강원특별자치도 소방본부 산하의 소방서이다.
소방서장은 소방정으로 보한다.

## 연혁
- 1982년 11월 16일: 태백소방서 설치
- 1994년 3월 16일: 영월소방서 분리
- 2006년 8월 24일: 정선소방서 분리

### 역대 서장
- 2019년 11월 1일 ~ : 소방정 최식봉[3]

## 조직
| - 소방행정과 - 소방행정계 - 예산장비계 | - 방호구조과 - 방호조사계 - 예방계 - 구조구급계 | - 현장대응과 - 구조진압계 |

## 관할센터 및 관할구역
태백소방서는 4개의 119안전센터와 1개의 구조대를 산하에 두고 있다.
| 명칭                 | 사진 | 주소         | 관할구역                    | 지역대 |
| -------------------- | ---- | ------------ | --------------------------- | ------ |
| 황지119안전센터      |      | 태백로 1120  | 상정동, 황지동, 삼수동 일부 |        |
| 장성119안전센터      |      | 석공길 16-9  | 장성동, 문곡소도동          |        |
| 철암119안전센터      |      | 동태백로 552 | 구문소동, 철암동            |        |
| 화전119안전센터      |      | 태백로 814   | 황연동, 삼수동 일부         |        |
| 태백소방서 119구조대 |      | 태백로 1120  | 강원특별자치도 태백시 일원  |        |

## 같이 보기
- 대한민국 소방청
- 대한민국의 소방
- 소방관 계급

## 사건사고
- 2016년 5월 4일에 강풍에 떨어진 구조물에 맞은 소방관이 2016년 5월 12일에 순직하였다.[5]